# Арамейська мова (семітські мови)

Араме́йська мова (арам. ܐܪܡܐܝܬ «arāmāˀiṯ») —  група мов, яка входить до складу підгрупи північно-західної групи семітської мовної сім'ї у семітських племен Передньої Азії. 

## Історія
У І тис. до н. е. арамейська мова, як і аккадська та шумерська до неї, стала лінгва франка близькосхідного світу. Однак, на відміну від своїх попередників, арамейська мова поширювалася далеко за межі свого центру, і вона використовувалася від Єгипту на півдні до Анатолії на півночі та Індії на сході. Через численні перестановки арамейська мова збереглася протягом приблизно 3000 років і засвідчена в стародавніх написах, печатках, монетах, рукописах, а тепер і в сучасних розмовних діалектах кількох близькосхідних спільнот. Для опису арамейської мови вчені використовували різні системи класифікації, але вживаною є класифікація, яка поділяє мову за хронологією на давню, імперську, середню, пізню та сучасну.

### Давня арамейська мова
Давньоарамейська мова, яка існувала до кінця VII ст. до н. е., засвідчена ще в IX ст. або Х ст. до н.е. як мова кількох арамейських міст-держав та королівств: Арпад, Дамаск, Хамат та Самал. Між Х і VIII ст. до н.е. арамейська мова використовувалася в політичному та царському контекстах, наприклад, що засвідчені печатками з Біблу (IX ст. до н.е.), Стеллою з Тель-Дана (IX ст. до н.е.) та договором Сафіри (Sefire steles) (VIII ст. до н.е.), кожен з яких демонструє писемність, засновану на фінікійському алфавіті, але й діалектні відмінності залежно від географічного походження. Аккадська мова природно вплинула на арамейську, оскільки остання була мовою, прийнятою ассирійським Тіглатпаласаром III протягом VIII ст. до н.е., коли вона також стала розмовною мовою Новоассирійської імперії.

### Імперська арамейська мова
Імперська (або «офіційна») арамейська мова (існувала бл. до 200 р. до н. е.) була офіційною мовою Імперії Ахеменідів після того, як Дарій I Великий завоював Месопотамію, і залишалася найвпливовішою мовою на Близькому Сході, поки її поступово не підірвали, починаючи з завоювань Александра Македонського. Через розміри та поширення імперії арамейська була широко поширена, на що вказує колекція шкіряних документів з Бактрії та Согдіани, яка демонструє використання арамейської мови на північно-східних кордонах – і тому зазнала впливу перських, анатолійських, єгипетських, індійських, а також аккадських запозичених слів та особистих імен. Одним із доказів її міжнародного статусу є листування в Елефантинських папірусах між персами та єгиптянами. У цей час арамейська мова була певною мірою стандартизована як адміністративна мова, але вже відхилення все більше помітні далі від центру імперії. Також у цей час з'являється літературна діалектна мова, яку вчені назвали стандартною літературною арамейською, яка гомогенізувала мову та орфографію, і представляла ідеальні умови для подальшої літературної діяльності. Більшість того, що залишилося, збереглося в Єгипті. Імперська арамейська мова добре засвідчена в таких текстах, як Persepolis Fortification Tablets, прислів'я Ахікара, Елефантинський папірус, листи Арсама (Arsames), Гермопольський папірус (Hermopolis Aramaic papyri), папіруси Ваді Dаліє (Wadi Daliyeh papyri) та арамейські частини Ездри.

### Середньоарамейська мова
Середньоарамейська мова (бл. до 200 р. н. е.) існувала в період, протягом якого грецька та латинська мови використовувалися як адміністративні мови Близького Сходу. Таким чином, втрата офіційного статусу означала, що регіональні діалекти ставали дедалі більш помітними, оскільки мова продовжувала використовуватися на всій території старої Перської імперії (тоді вже Парфянської імперії). Однак існувало продовження стандартної літературної арамейської мови, яка забезпечувала певну міру одноманітності. Цей літературний діалект зустрічається в деяких епіграфічних пам'ятках з набатейських арабських царств Петри, Пальміри та Хатри, але особливо в арамейській частині біблійної книги Даниїла, манускриптів з Кумрану (List of manuscripts from Qumran Cave 1), Таргумах Онкелоса та Йонатана (Targum Jonathan), а також в інших равинських творах, таких як Мегілат Тааніт (Megillat Taanit). 
Середньоарамейська була мовою Ісуса Христа, який розмовляв галілейським діалектом під час свого громадського служіння.

### Пізньоарамейська мова
Пізньоарамейська (бл. до 700 р. н. е.) існувала в останній період, коли арамейська була основною розмовною мовою Близького Сходу, оскільки наприкінці арабська стала домінуючою. Більшість літературних свідчень про цю мову походять з цього періоду. В цей же час, процвітала єврейська та християнська література. Пізню арамейську мову можна розділити на палестинську (або західну), вавилонську (або східну) та сирійську гілки. У палестинській арамейській мові є три основні різновиди: 
- 1) єврейська – синагогальні написи і Палестинський Талмуд (Jerusalem Talmud) і Таргуми;
- 2) самаритянська – самаритянське П'ятикнижжя, гімни та інші екзегетичні твори;
- 3) християнська – переклади Біблії з грецької, лекціонарії (Lectionary) та деякі переклади оригінальних грецьких екзегетичних творів.

Вавилонська арамейська мова має два різновиди: 
- 1) єврейська – Вавилонський Талмуд, література гаонімів (Geonim) та деякі чаші для заклинань (Incantation bowl);
- 2) мандаїчна – літургійна мова нехристиянської гностичної секти.

Сирійська арамейська гілка має єврейський та християнський гілки: 
- 1) єврейська – літературний діалект, який є продовженням того ж діалекту з середньоарамейського періоду, тому існує більше Таргумів та інших літургійних текстів, а також деякі переклади;
- 2) сирійська – християнська літургійна мова.

### Сучасна арамейська мова
Сучасна арамейська, яка існує й дотепер є завершальною фазою цієї мови, яка все ще використовується приблизно через 3000 років. Ці діалекти здебільшого відомі за префіксом «нео-», хоча, на жаль, деякі з них перебувають під загрозою зникнення. Неоарамейські діалекти є в Дамаску, південно-східній Туреччині (Туройо) (Turoyo language), Іраку, Ірані та Азербайджані, зараз переважно серед християн. На сході деякі носії неомандайської мови (Mandaic language) продовжують говорити, хоча їхня кількість також скорочується.

## Давньосирійський діалект арамейської мови
Так як, мова має 3 основні діалекти: західно-арамейський, східно-арамейський, або вавилоно-арамейський, і центрально-арамейський (так звана сирійська мова), то давньосирійська мова відноситься до арамейської підрупи.
Давньосирійська діалект найкраще засвідчена з усіх арамейських діалектів, що збереглася у великій кількості коментарів, літургійних та екзегетичних творів, поезії та інших нерелігійних творів. Її походження як місцевого арамейського діалекту міста Едеса (суч. Шанлиурфа у Туреччині) у перші кілька століть нашої ери засвідчується язичницькими написами, які демонструють схожість із середньою та пізньою арамейською мовою того часу та чітку відмінність від сирійської, який розвинувся пізніше. 

### Сирійська мова
Сирійська мова стала відомою християнською мовою частково завдяки перекладу Біблії сирійською мовою, але її писарі та вчені також були відповідальними за передачу класичної спадщини ісламському світу в той час, коли останній мав мало можливостей спілкуватися з грецьким та латинським минулим. Сирійська мова також була засобом, за допомогою якого набатейська орфографія надихнула на створення арабського алфавіту.
Поділ сирійської мови на окремі західний (яковитську мову) та східний (несторіанську мову) варіанти був зумовлений не стільки географією – як у більшості мов – скільки теологічними суперечками серед сирійських християн. Розкол додав ще два шрифти та дещо іншу фонологію. Поряд із найдавнішою формою мови тоді існувало три шрифти: традиційний естрангела, серто або серта (західний) та несторіанський (східний). 
Сьогодні мова все ще використовується, здебільшого в літургійних контекстах. В Індії, Європі, Північній Америці, і в Південній Америці, вивчення мови, історії та теології сирійського християнства стало свідком відродження та появи інтересу до мови. Залишки діалектів арамейської мови й досі зберігаються в окремих місцях Іраку та Закавказзя під назвою — новосирійська (або айсорська мова).

## Використання в сучасній культурі
В Україні існує гурт із назвою «Таліта Кум» (Talitha Cumi), що походить з арамейської мови, де означає «Дівчино, підведись!» (Ісусові слова до мертвої дівчини).
Мову використано у американському фільмі Страсті Христові (англ. The Passion of the Christ), в якому розповідається про останній день Христа. Актори у фільмі розмовляють або арамейською мовою, або латиною. Режисер Мел Гібсон, переконаний католик, вважав, що всі й так знають, про що йдеться у фільмі. Все ж його вмовили додати субтитри.